# Àlbum il·lustrat

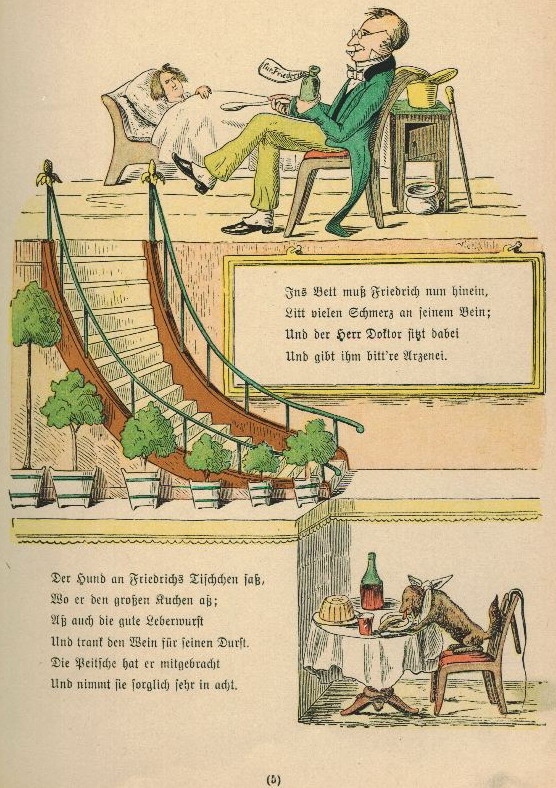
Pàgina del llibre Struwwelpeter, de Heinrich Hoffmann.

Com a àlbum il·lustrat es coneix tota obra literària caracteritzada, en primer lloc, per aunar en una mateixa pàgina un contingut textual i un contingut il·lustrat que manté una relació d'interdependència, el que significa que un no pot ser entès en la seva totalitat sense l'altre; tots dos es complementen, aportant connexió, coherència i contingut a l'obra literària. En segon lloc, en el llibre àlbum el significat es forma també a través de pautes de disseny gràfic i moltes altres decisions editorials com el format, la mida, el tipus de paper, etc. Dos exemples d'àlbum il·lustrat son El zoológico de Anthony Browne i Lily passegen per Satoshi Kitamura.
És un gènere literari propi de la literatura infantil i juvenil, no obstant això, és llegit i gaudit tant per nens i joves, com per adults, inclosos centenars d'especialistes. Hi ha, tanmateix, variants en tots els àmbits: àlbums per a adults (com La isla, de Armin Greder), àlbums amb molt de text (com Dídola, pídola, pon, de Maurice Sendak) i àlbums de grandària ínfima (com Chamario, d'Eduardo Polo).
El seu naixement se situa a la fi del segle xix i mitjans del segle xx. El seu naixement se situa el 1931 amb la publicació de Història de Babar, el petit elefant de Jean Brunhoff, on per primera vegada el llibre-objecte va combinar l'articulació de text, imatge i suport editorial. Abans de l'existència de Babar, el llibre àlbum es va alimentar d'una llarga història de la literatura infantil, des dels contes de fades recopilats per Charles Perrault el 1697 i els de Madame d'Aulnoy el 1698, més endavant pel llibre d'advertència Pedro Melenas de Heinrich Hoffmann ple d'humor negre (1845 ), fins a arribar a obres més semblants a les que es venen actualment, com The Tale of Peter Rabbit de Beatrix Potter el 1901. Al segle xxi, aquest gènere, atès que ens trobem a l'època dominada per les imatges, es troba a la seva "edat d'or", ja que són nombroses les editorials que aposten per aquest format, més visual i pràctic a l'hora de transmetre idees que bé poden ser senzilles o complexes.

## Gènere
El gènere dels llibres il·lustrats és únic per la relació complementària entre text i art. Els llibres il·lustrats existeixen des de 1658, quan es va imprimir el primer llibre il·lustrat específicament per a nens, Orbis Sensualium Pictus, de l'escriptor txec Comenius, sent una espècie d'enciclopèdia infantil il·lustrada mitjançant xilografia. Mentre que alguns llibres il·lustrats estan escrits i il·lustrats per la mateixa persona, d'altres són col·laboracions entre un autor i un il·lustrador. Aquestes col·laboracions donen el mateix poder a tots dos i permeten que cadascun aporti la seva pròpia creativitat al llibre. Les il·lustracions de llibres infantils poden impulsar la trama o donar vida a la trama. Els editors de llibres il·lustrats sovint busquen acuradament un il·lustrador que coincideixi amb l'estil del text, alhora que afegeix el seu propi valor artístic al llibre. Hi ha d'haver un respecte mutu entre un autor i un il·lustrador en la creació d'un llibre il·lustrat d'èxit.

## Característiques
Al principi, en aquest tipus de publicacions, cada pàgina contenia un fragment del text acompanyat per una única imatge. Aquest gènere ha anat evolucionant de forma que hi ha obres sense text, compostes exclusivament per la característica narrativa de les il·lustracions o les imatges imatges, pròximes al gènere de la novel·la gràfica o el tebeo, i d'altres que no combinen aquestes dues formes d'expressió en el mateix espai, sinó que se situen en llocs independents de l'obra.

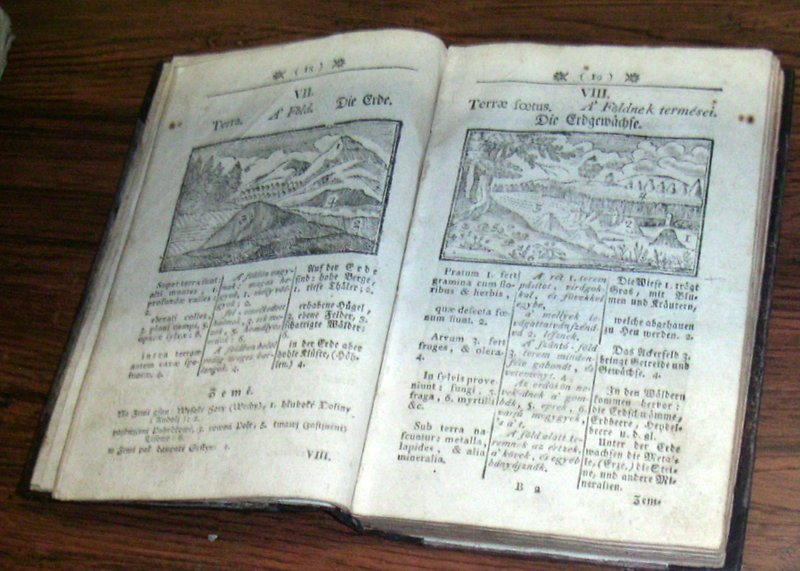
Reimpressió de lOrbis Pictus il·lustrat del 1658

Així, un llibre il·lustrat combina narratives visuals i verbals en el format de llibre. Per això, qualsevol llibre que ajunte el format narratiu amb imatges pot ser considerat un llibre il·lustrat; Kiefer 
afirma:
| «                    | En els millors llibres il·lustrats, les il·lustracions són tant una part de l'experiència amb el llibre com el text escrit. | » |
| — Barbara Z. Kiefer, | |   |

Segons Hunt:
| «                    | El llibre il·lustrat no és la mateixa cosa que un llibre que conté il·lustracions, encara que «la distinció [siga], en gran part, organitzacional. Amb tot, si recordem que la il·lustració altera la manera com llegim el text verbal, això s'aplica encara més al llibre-il·lustrat [sic]» | » |
| — Barbara Z. Kiefer, | |   |

## Història

### Primers llibres il·lustrats

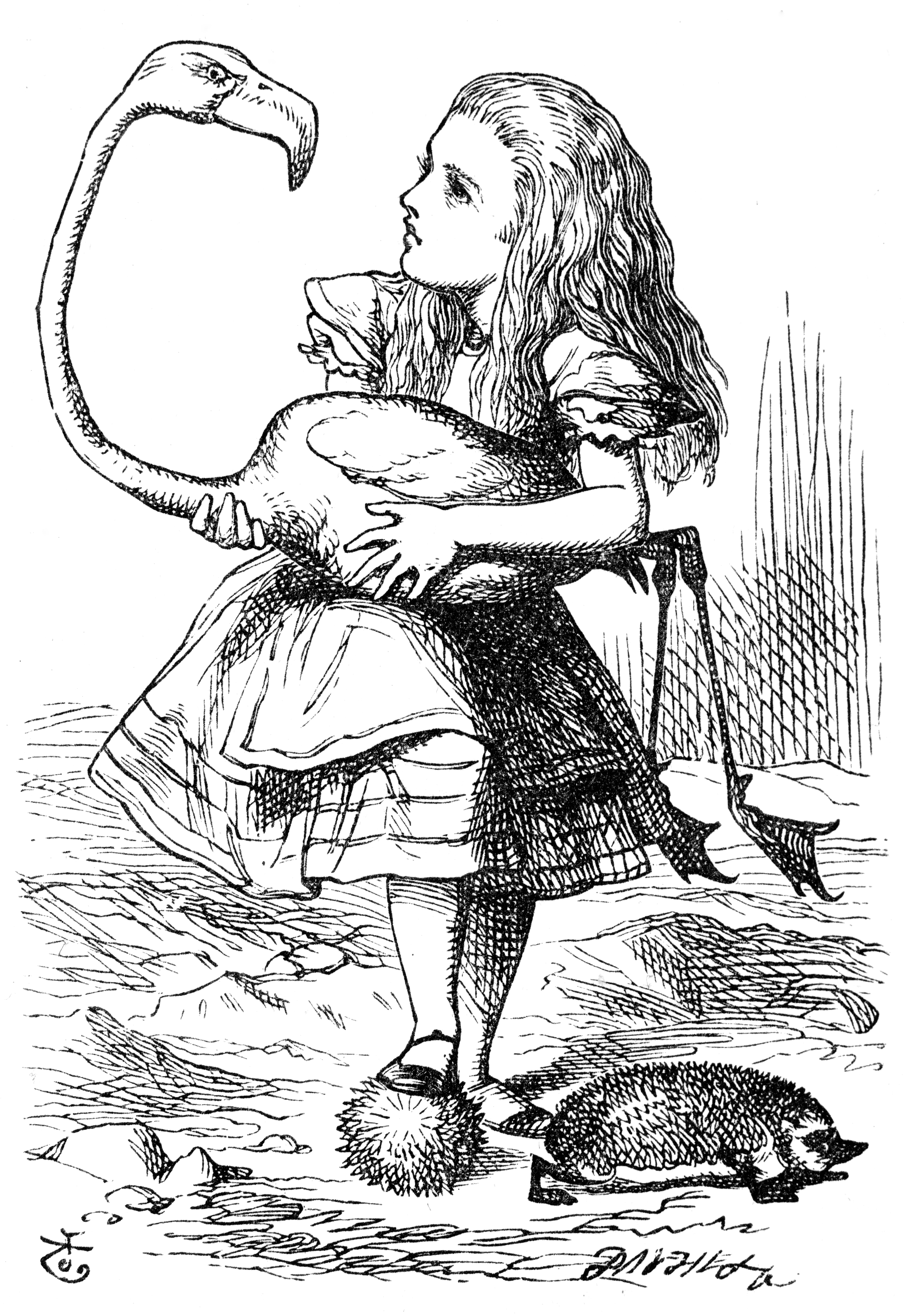
Alícia de Lewis CarrollAlice's Adventures in Wonderland, il·lustració de John Tenniel, 1866

La producció de llibres il·lustrats es remunta als primers dies de l'enquadernació. Els manuscrits il·luminats medievals van ser encarregats pels rics i dibuixats per escribes religiosos. Potser la tradició més important de l'art medieval pel que fa al desenvolupament dels llibres il·lustrats és la Poor Man's Bible (La Bíblia de l'home pobre), que pretenia il·lustrar esdeveniments bíblics importants perquè poguessin ser compresos pels analfabets. Aquestes il·lustracions es trobaven generalment a les finestres de vitralls o com a il·luminació a la Bíblies dels pobres.
Orbis Pictus del 1658 de John Amos Comenius va ser el primer llibre il·lustrat específicament per a nens. És una mena d'enciclopèdia per a nens i està il·lustrada per xilografias. A Little Pretty Pocket-Book de 1744 de John Newbery va ser el primer llibre de contes il·lustrat comercialitzat com a lectura de plaer en anglès. Al Japó, Kibyōshi eren llibres il·lustrats del segle XVIII, i es veuen com un precursor del manga. Alguns exemples de llibres il·lustrats japonesos del segle XVIII inclouen obres com Shiji no yukikai de Santō Kyōden (1798).
Els llibres per a nens alemanys Struwwelpeter (literalment "Shaggy-Peter") de 1845 de Heinrich Hoffmann, i Max i Moritz de 1865 de Wilhelm Busch, van ser un dels primers exemples de disseny modern de llibres il·lustrats. Les col·leccions de Contes de fadess de principis del segle XIX, com les dels Germans Grimm o Hans Christian Andersen estaven poc il·lustrades, però a partir de mitjans del segle, es van publicar col·leccions amb imatges d'il·lustradors com Gustave Doré, Fedor Flinzer, George Cruikshank, Vilhelm Pedersen, Ivan Bilibin i John Bauer. Els llibres de les fades publicats entre 1889 i 1910 van ser il·lustrats, entre d'altres, per Henry J. Ford i Lancelot Speed. Les aventures d'Alícia al país de les meravelles de Lewis Carroll, il·lustrat per John Tenniel el 1866 va ser un dels primers llibres d'entreteniment per a nens amb gran èxit.
Els llibres de joguina es van introduir a la segona meitat del segle XIX, petits llibres enquadernats en paper amb l'art dominant el text. Aquests tenien una proporció més gran d'imatges a paraules que els llibres anteriors, i moltes de les seves imatges eren en color. El millor d'ells va ser il·lustrat pel triumvirat d'il·lustradors anglesos Randolph Caldecott, Walter Crane i Kate Greenaway l'associació dels quals amb l'impressor en color i el gravador en fusta Edmund Evans va produir llibres de gran qualitat. A finals del segle XIX i principis del segle xx, un petit nombre d'artistes nord-americans i britànics es van guanyar la vida il·lustrant llibres infantils, com Rose O'Neill, Arthur Rackham, Cicely Mary Barker , Willy Pogany, Edmund Dulac, W. Heath Robinson, Howard Pyle o Charles Robinson. Generalment, aquests llibres il·lustrats tenien de vuit a dotze pàgines de dibuixos o làmines il·lustrades que acompanyaven un llibre de contes per a nens clàssic.

## Pedagogia
Els llibres il·lustrats poden servir com a eines d'aprenentatge importants per als nens petits. Sovint s'utilitzen tant a l'aula com a casa per ajudar els nens a desenvolupar habilitats lingüístiques i de creativitat. Un estudi de psicologia va demostrar que sense imatges. S'ha demostrat que els llibres il·lustrats milloren les habilitats de narració de contes dels nens i augmenten el seu compromís amb els llibres. A més, els llibres il·lustrats per a nens poden ajudar els nens a abordar qüestions filosòfiques i conceptes de vida. Per exemple, el llibre d'imatges de Mac Barnett i Carson Ellis What is Love? serveix no només com a entreteniment per als nens, sinó com a introducció a qüestions importants de la vida sobre l'amor i l'empatia. Un estudi a Austràlia va trobar que la lectura de llibres il·lustrats postmoderns va conduir a millors habilitats d'anàlisi de text per als estudiants. Ús de llibres il·lustrats postmoderns per donar suport a les habilitats d'analistes de textos dels alumnes de cicle superior de primària. Els llibres il·lustrats també poden millorar el vocabulari descriptiu dels nens petits i els comportaments de lectura i dibuix a casa. L'element artístic dels llibres il·lustrats ajuda al desenvolupament de la creativitat i al compromís amb els llibres. No Els llibres il·lustrats només poden ajudar els nens a desenvolupar l'alfabetització i les habilitats creatives, però també poden ajudar els nens a desenvolupar el pensament lògic i les habilitats matemàtiques. Les històries basades en matemàtiques poden ajudar els nens a conceptualitzar conceptes matemàtics i desenvolupar habilitats lingüístiques per parlar de matemàtiques.